# Кудо Масато
Масато Кудо (яп. 工藤 壮人, 5 червня 1990, Токіо — 21 жовтня 2022) — японський футболіст, нападник клубу «Касіва Рейсол» та національної збірної Японії.

## Клубна кар'єра
У дорослому футболі дебютував 2009 року виступами за команду клубу «Касіва Рейсол», кольори якої захищає й донині, провівши у її формі понад 100 ігор у першості Японії.

## Виступи за збірну
2013 року дебютував в офіційних матчах у складі національної збірної Японії. Відтоді провів у формі головної команди країни 4 матчі, забивши 2 голи.

## Титули і досягнення
- Чемпіон Японії (1):

«Касіва Рейсол»: 2011
- Володар Суперкубка Японії (1):

«Касіва Рейсол»: 2012
- Володар Кубка Джей-ліги (1):

«Касіва Рейсол»: 2013
- Володар Кубка Імператора Японії (1):

«Касіва Рейсол»: 2012
- Володар Кубка банку Суруга (1):

«Касіва Рейсол»: 2014
Збірні
- Переможець Азійських ігор: 2010
- Переможець Кубка Східної Азії: 2013